# Norman Schwarzkopf
Herbert Norman Schwarzkopf Jr. (ur. 22 sierpnia 1934 w Trenton, zm. 27 grudnia 2012 w Tampie) – amerykański generał, naczelny dowódca United States Central Command na Bliskim Wschodzie, Afryce Północnej i Centralnej Azji (1988–1991), dowódca międzynarodowych sił koalicji antyirackiej podczas I wojny w Zatoce Perskiej (1991).

## Życiorys
Urodził się w rodzinie pochodzenia niemiecko-angielskiego jako syn generała majora Herberta Normana Schwarzkopfa Seniora (1895–1958) i Ruth Alice Bowman (1900–1976), ze strony której był potomkiem Indianki Pocahontas. Wspólnie z ojcem młody Norman podróżował wraz z nim w latach 1946–1951 m.in. na Bliski Wschód, gdzie ojciec pełnił funkcję doradcy militarnego szacha Iranu. Norman Schwarzkopf wstąpił do akademii wojskowej w Valley Forge, a następnie – podobnie jak ojciec – został kadetem w United States Military Academy at West Point. Ukończył ją w 1956 i jako podporucznik piechoty został odkomenderowany na służbę w armii USA w Niemczech Zachodnich. W 1964 uzyskał tytuł magistra inżynierii mechanicznej na Uniwersytecie Południowej Kalifornii w Los Angeles. W 1965 zgłosił się na ochotnika na służbę podczas wojny wietnamskiej, podczas której był doradcą wojskowym dywizji powietrznodesantowej walczącej w szeregach wojsk Wietnamu Południowego. Został odznaczony wówczas Purpurowym Sercem. Walczył w Wietnamie w okresie 1965-1966 i 1969-1970.
Powróciwszy z Wietnamu Schwarzkopf zastanawiał się nad zakończeniem służby w armii, jednak porzucił ten zamiar, by wziąć udział w reorganizacji armii. Od 1972 do 1982 odbywał służbę wojskową w Republice Federalnej Niemiec, na Hawajach, Alasce i w innych regionach Stanów Zjednoczonych. W 1983 awansował do stopnia generała dywizji i dowódcy 24. Zmechanizowanej Dywizji Piechoty w Fort Stewart w Georgii. W październiku 1983, sprawując funkcję zastępcy dowódcy operacji, opracował plan inwazji na Grenadę. W 1984 dostał trzygwiazdkowy stopień generała broni, zaś 1985 objął dowództwo I Korpusu w Fort Lewis, a następnie zastępcą szefa sztabu ds. operacji w Pentagonie. W 1988 dosłużył się czwartej gwiazdki oraz został dowódcą sił interwencyjnych USA z kwaterą główną w bazie lotniczej w Tampa na Florydzie, których zadaniem było przeprowadzanie akcji na Bliskim Wschodzie.
Gdy iracki dyktator Saddam Husajn dokonał ataku na Kuwejt 2 sierpnia 1990 r., Schwarzkopf ze sztabem znaleźli się w Rijadzie w Arabii Saudyjskiej, skąd dowodził operacją „Pustynna burza”, którą 17 stycznia 1991 r. rozpoczęły sześciotygodniowe bombardowania Iraku oraz kuwejckich pozycji wojskowych kontrolowanych przez wojska irackie. 24 lutego tego roku Schwarzkopf zadecydował o przypuszczeniu ataku lądowego sprawiając, że w ciągu 100 godzin armie sprzymierzone wyzwoliły Kuwejt i wkroczyły na ok. 200 kilometrów w głąb Iraku, jednak rozkaz ówczesnego amerykańskiego prezydenta George’a H.W. Busha zmusił generała do zaniechania ofensywy. Mimo że Saddam Husajn zachował swój status polityczny, Schwarzkopfowi udało się zyskać sławę w rodzimym kraju jako autor zręcznie przeprowadzonej operacji. Udzielił w radiu i telewizji wywiadów i cieszył się chwałą bohatera narodowego.
Podczas kariery wojskowej Schwarzkopf otrzymał wiele odznaczeń. We wrześniu 1991 przeszedł na emeryturę. Był członkiem Mensy. Po przejściu w stan spoczynku napisał autobiografię Nie trzeba bohatera. Zmarł 27 grudnia 2012 roku na Florydzie.

## Twórczość
- Nie trzeba bohatera • Generał H. Norman Schwarzkopf, autobiografia, Warszawa, 1993